# ورق البسطيلة
ورق البسطيلة أو ورقة البسطيلة، يُطلق على أوراق رقيقة من العجين تسمى (ورقة البسطيلة)، أي أنه نوعٌ من الرّقائق الذي يتم إعداده بواسطة الدّقيق والملح، وتستخدم بكثرة في المطبخ المغربي، لصناعة حلويات البريوات أو أكلة البسطيلة ذات الشهرة العالمية في المطبخ المغربي.
ويمكنكِ إعداد ورق بسطيلة كبير أو صغير بالحجم الذي ترغبين به، ويمكنكِ شراءها أو إعدادها بالمنزل.

## أصل
يحتمل أن أصل البسطيلة من المطبخ الأندلسي، أحضره الموريون إلى المغرب العربي. فكلمة «بسطيلة» معناها بالإسبانية«الفطيرة الصغيرة». هناك قول بأن أصلها من المغرب ثم انتقل إلى الأندلس وأن الموريون عادوا بها من الأندلس إلى المغرب بعد سقوط الأندلس.

## المكونات وطريقة التحضير
تحضير ورق البسطيلة غير مكلف لا من حيث الجهد أو المال أو الوقت فهو سهل وبسيط.

### المكونات
المكوّنات كوبين من الدّقيق الأبيض المنخول.
- ملعقة صغيرة من الملح.
- ماء فاتر للعجن بما يحتاج الدّقيق.
- ربع كوب من زيت الذّرة.

### طريقة التحضير
طريقة الإعداد في وعاءٍ أضيفي كميّة الدّقيق كاملةً والملح وقلًّبي المكوِّنين معاً. أضيفي الماء تدريجياً وابدأي بعمليّة العجن حتّى تحصلي على عجينةٍ سائلة كثيفة نوعاً ما. حضِّري مقلاة من التّيفال أو الستانلس ستيل، المهم أنّ تكون غير لاصقة، سخِّنيها وأبدأي بسكب العجينة بطريقة الفرشاة وتتم عن طريق وضع الفرشاة في خليط البسطيلة ودهن المقلاة بنفس الإتجاه حتّى تتشكَّل لديكِ عجينة رقيقة جداً شبه شفافّة. تحتاج ورقة البسطيلة إلى ثلاث دقائق حتّى تتحمّر على الوجهين. بعد استوائها إدهنيها فوراً بزيت الذّرة باستخدام فرشاة أخرى نظيفة وضعيها جانباً، وسيحميها الزّيت من التّكسُّر أو الجّفاف. كرِّري نفس الخطوات السّابقة لتمام كميّة عجينة البسطيلة. نظفي المقلاة باستخدام ورق المطبخ للتّخلص من أيَّ آثارٍ للعجينة قبل وضع الرّقاقة الثّانية.

## وصلات خارجية
- فيديو (ورقة بسطيلة)

## مواضيع متعلقة
- بسطيلة
- بريوات
- قائمة الحلويات المغربية
- قائمة التراث الثقافي اللامادي في المغرب العربي
- المطبخ المغربي
- الشباكية المغربية